# Atletica leggera ai Giochi della VII Olimpiade - Salto con l'asta

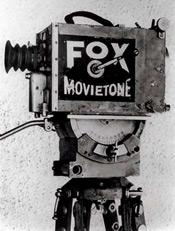
video della finale (durata: 43".)

La competizione del salto con l'asta di atletica leggera ai Giochi della VII Olimpiade si tenne i giorni 18 e 20 agosto 1920 allo Stadio Olimpico di Anversa.

## L'eccellenza mondiale
| Primatista mondiale           | 4,015     | Marcus Wright | Rit. 1918 |
| Migliore prest. europea       | 3,88 1917 | Carl Hårleman | Assente   |
| Vincitore delle selezioni USA | 3,99      | Frank Foss    | Presente  |

1. ↑  Record stabilito il 9 giugno 1912. La misura è la conversione metrica di 13 piedi e 2 pollici e un quarto.

## Risultati

### Turno eliminatorio
Qualificazione a 3,60 m. Tredici atleti valicano la misura richiesta.
| Pos. | Atleta              | Nazione     | Misura |
| ---- | ------------------- | ----------- | ------ |
| Q    | Frank Foss          | Stati Uniti | 3,60   |
| Q    | Henry Petersen      | Danimarca   | 3,60   |
| Q    | Edwin Myers         | Stati Uniti | 3,60   |
| Q    | Edward Knourek      | Stati Uniti | 3,60   |
| Q    | Ernfrid Rydberg     | Svezia      | 3,60   |
| Q    | Laurits Jørgensen   | Danimarca   | 3,60   |
| Q    | Eldon Jenne         | Stati Uniti | 3,60   |
| Q    | Georg Högström      | Svezia      | 3,60   |
| Q    | John Mattsson       | Svezia      | 3,60   |
| Q    | André Francquenelle | Francia     | 3,60   |
| Q    | Paul Lagarde        | Francia     | 3,60   |
| Q    | Jussi Ruoho         | Finlandia   | 3,60   |
| Q    | René Joannes-Powell | Belgio      | 3,60   |
| 14   | Étienne Gajan       | Francia     | 3,50   |
| -    | Johann Martin       | Estonia     | NM     |
| -    | Lars Erik Tirén     | Svezia      | NM     |

### Finale
| Pos.    | Atleta              | Età | Nazione     | Misura | Spareggio |
| ------- | ------------------- | --- | ----------- | ------ | --------- |
| Oro     | Frank Foss          | 25  | Stati Uniti | 4,09   |           |
| Argento | Henry Petersen      | 20  | Danimarca   | 3,70   |           |
| Bronzo  | Edwin Myers         | 24  | Stati Uniti | 3,60   | 3,75      |
| 4       | Edward Knourek      | 27  | Stati Uniti | 3,60   | 3,70      |
| 5       | Ernfrid Rydberg     | 24  | Svezia      | 3,60   | n/d       |
| 6       | Laurits Jørgensen   | 24  | Danimarca   | 3,60   | n/d       |
| 7       | Eldon Jenne         | 21  | Stati Uniti | 3,60   | n/d       |
| 8       | Georg Högström      | 25  | Svezia      | 3,50   |           |
| 8       | John Mattsson       | 26  | Svezia      | 3,50   |           |
| 10      | André Francquenelle | 31  | Francia     | 3,40   |           |
| 10      | Paul Lagarde        | 29  | Francia     | 3,40   |           |
| 10      | Jussi Ruoho         | 28  | Finlandia   | 3,40   |           |
| 13      | René Joannes-Powell | 24  | Belgio      | 3,30   |           |